# Kết quả chi tiết giải bóng đá nữ vô địch quốc gia 2013
Kết quả chi tiết giải bóng đá nữ vô địch quốc gia 2013 (Tên chính thức là: Giải bóng đá nữ vô địch Quốc gia - Cúp Thái Sơn Bắc 2013, đặt tên theo nhà tài trợ) là kết quả chi tiết giải đấu bóng đá lần thứ 16 của Giải vô địch bóng đá nữ Việt Nam do VFF tổ chức và Công ty TNHH thiết bị điện Thái Sơn Bắc tài trợ.

## Kết quả chi tiết
Giải Bóng đá nữ Vô địch Quốc gia - Thái Sơn Bắc 2013 với sự tham dự của 06 đội bóng gồm: Hà Nội I, Hà Nội II, Phong Phú Hà Nam, Than Khoáng sản Việt Nam, Thành phố Hồ Chí Minh và Gang thép Thái Nguyên sẽ thi đấu theo thể thức vòng tròn 2 lượt để tính điểm xếp hạng. Các trận đấu lượt đi sẽ diễn ra từ ngày 8/3 đến ngày 26/3/2013; lượt về diễn ra từ ngày 9/6 đến 22/6/2013. Cả hai lượt đấu sẽ được tổ chức tại Sân vận động Hà Nam – thành phố Phủ Lý, tỉnh Hà Nam.

### Vòng 1
| Phong Phú Hà Nam                                                                      | 2–0      | Gang Thép Thái Nguyên       |
| ------------------------------------------------------------------------------------- | -------- | --------------------------- |
| Nguyễn Thị Nguyệt (9) 27' · Nguyễn Thị Tuyết Dung (7) 33' · Nguyễn Thị Nguyệt (9) 89' | Chi tiết | Nguyễn Hương Giang (19) 66' |

| Hà Nội II | 0–3      | Hà Nội I                                                             |
| --------- | -------- | -------------------------------------------------------------------- |
|           | Chi tiết | Phạm Hải Yến (12) 8' · Cao Thị Biên (4) 11' · Nguyễn Thị Huế (9) 43' |

| Thành phố Hồ Chí Minh        | 0–0      | Than Khoáng Sản Việt Nam |
| ---------------------------- | -------- | ------------------------ |
| Trần Thị Thùy Trang (14) 13' | Chi tiết | Vũ Thị Anh (18) 54'      |

### Vòng 2
| Hà Nội II                                             | 0–1      | Phong Phú Hà Nam                                     |
| ----------------------------------------------------- | -------- | ---------------------------------------------------- |
| Nguyễn Thanh Huyền (3) 49' · Nguyễn Thị Đăng (10) 71' | Chi tiết | Vũ Thị Thúy (16) 82' · Nguyễn Thị Tuyết Dung (7) 10' |

| Thành phố Hồ Chí Minh | 7–0      | Gang Thép Thái Nguyên                                   |
| --- | -------- | ------------------------------------------------------- |
| Trần Thị Kim Hồng (7) 7', 30' · Huỳnh Như (9) 48', 72' · Trần Thị Bảo Châu (18) 65' · Võ Thị Thùy Trinh (47) 68' · Phan Thị Trang (10) 89' · Trịnh Ngọc Hoa (11) 11' · Ngô Thị Hạnh (8) 79' · Lê Thị Thùy Loan (2) 82' | Chi tiết | Nguyễn Hương Giang (19) 8' · Trần Thị Thúy Nga (28) 52' |

| Hà Nội I                                                                                   | 2–0      | Than Khoáng Sản Việt Nam |
| ------------------------------------------------------------------------------------------ | -------- | ------------------------ |
| Nguyễn Thị Kim Tiến (16) 27' · Nguyễn Thị Minh Nguyệt (25) 44' · Nguyễn Thị Thành (11) 51' | Chi tiết | Nguyễn Thị Hạnh (13) 49' |

### Vòng 3
| Phong Phú Hà Nam | 0–1      | Thành phố Hồ Chí Minh |
| ---------------- | -------- | --------------------- |
|                  | Chi tiết | Huỳnh Như (9) 68'     |

| Gang Thép Thái Nguyên                              | 0–2      | Hà Nội I                                                |
| -------------------------------------------------- | -------- | ------------------------------------------------------- |
| Lê Thị Thùy Trang (14) 34' · Ngô Thị Hiền (21) 81' | Chi tiết | Nguyễn Thị Minh Nguyệt (25) 62' · Vũ Thị Nhung (21) 81' |

| Than Khoáng Sản Việt Nam                                                                                                | 3–0      | Hà Nội II                                              |
| --- | -------- | ------------------------------------------------------ |
| Vũ Thị Ngân (23) 52' · Lê Thị Hoài Thu (19) 61' · Lê Thị Thương (9) 72' · Nguyễn Thị Hạnh (13) 42' · Vũ Thị Anh (9) 84' | Chi tiết | Nguyễn Thị Thương (8) 48' · Nguyễn Thị Mỹ Hảo (22) 56' |

### Vòng 4
| Hà Nội I                                                                             | 3–1      | Thành phố Hồ Chí Minh                                      |
| ------------------------------------------------------------------------------------ | -------- | ---------------------------------------------------------- |
| Nguyễn Thị Hòa (14) 8', 42' · Nguyễn Thị Minh Nguyệt (25) 57' · Cao Thị Biên (4) 77' | Chi tiết | Trần Nguyễn Bảo Châu (18) 51' · Trần Thị Kim Hồng (7') 62' |

| Hà Nội II            | 0–0      | Gang Thép Thái Nguyên |
| -------------------- | -------- | --------------------- |
| Hồ Thị Quỳnh (7) 15' | Chi tiết |                       |

| Than Khoáng Sản Việt Nam | 0–0      | Phong Phú Hà Nam             |
| ------------------------ | -------- | ---------------------------- |
| Nguyễn Thị Mai (5) 25'   | Chi tiết | Nguyễn Thị Kim Thoa (19) 43' |

### Vòng 5
| Thành phố Hồ Chí Minh                                | 1–1      | Hà Nội II                                           |
| ---------------------------------------------------- | -------- | --------------------------------------------------- |
| Phan Thị Trang (10) 30' · Võ Thị Thùy Trinh (47) 68' | Chi tiết | Nguyễn Thị Đăng (10) 10' · Nguyễn Thị Hương (8) 93' |

| Gang Thép Thái Nguyên | 0–3      | Than Khoáng Sản Việt Nam                                                        |
| --------------------- | -------- | ------------------------------------------------------------------------------- |
|                       | Chi tiết | Lê Thị Hoài Thu (19) 36' · Nguyễn Thị Mai Ngọc (15) 48' · Lê Thị Thương (9) 75' |

| Phong Phú Hà Nam                                                    | 1–0      | Hà Nội I            |
| ------------------------------------------------------------------- | -------- | ------------------- |
| Nguyễn Thị Minh Nguyệt (25) 81' (ph.l.n) · Lê Thị Thanh Tâm (5) 89' | Chi tiết | Bùi Thúy An (5) 61' |

### Vòng 6
| Phong Phú Hà Nam              | 1–1      | Thành phố Hồ Chí Minh                                                          |
| ----------------------------- | -------- | ------------------------------------------------------------------------------ |
| Nguyễn Thị Tuyết Dung (7) 85' | Chi tiết | Trần Thị Kim Hồng (7) 28' · Lê Thị Vui (15) 80' · Trần Thị Thùy Trang (19) 92' |

| Hà Nội II | 0–2      | Hà Nội I                                                |
| --------- | -------- | ------------------------------------------------------- |
|           | Chi tiết | Nguyễn Thị Minh Nguyệt (25) 33' · Phạm Hải Yến (12) 56' |

| Gang Thép Thái Nguyên    | 0–0      | Than Khoáng Sản Việt Nam |
| ------------------------ | -------- | ------------------------ |
| Nguyễn Thị Trang (9) 87' | Chi tiết |                          |

### Vòng 7
| Hà Nội II | 0–6      | Phong Phú Hà Nam                                                                                     |
| --------- | -------- | --- |
|           | Chi tiết | Nguyễn Thị Tuyết Dung (7) 45+1', 60', 69', 87' · Lê Thu Thanh Hương (23) 76' · Phạm Thị Huế (17) 80' |

| Gang Thép Thái Nguyên | 0–4      | Thành phố Hồ Chí Minh                                                 |
| --------------------- | -------- | --------------------------------------------------------------------- |
|                       | Chi tiết | Hồng Lĩnh (6) 9' · Huỳnh Như (9) 42', 48', 67' · Trần Thị Thu (4) 85' |

| Hà Nội I                                                    | 1–0      | Than Khoáng Sản Việt Nam                          |
| ----------------------------------------------------------- | -------- | ------------------------------------------------- |
| Nguyễn Thị Kim Tiến (16) 87' · Nguyễn Thị Ngọc Anh (15) 55' | Chi tiết | Nguyễn Thị Hạnh (9) 79' · Nhiêu Thùy Linh (3) 86' |

### Vòng 8
| Phong Phú Hà Nam                                           | 2–0      | Gang Thép Thái Nguyên |
| ---------------------------------------------------------- | -------- | --------------------- |
| Lê Thu Thanh Hương (23) 3' · Nguyễn Thị Tuyết Dung (7) 77' | Chi tiết |                       |

| Thành phố Hồ Chí Minh                                                       | 0–0      | Hà Nội I                                                                                                   |
| --------------------------------------------------------------------------- | -------- | --- |
| Trần Thị Thu (4) 53' · Ngô Thị Hạnh (8) 57' · Trần Nguyễn Bảo Châu (18) 78' | Chi tiết | Vũ Thị Nhung (21) 63' · Nguyễn Thị Minh Nguyệt (25) 65' · Cao Thị Biên (4) 80' · Nguyễn Thị Thành (11) 84' |

| Than Khoáng Sản Việt Nam      | 2–0      | Hà Nội II |
| ----------------------------- | -------- | --------- |
| Lê Thị Hoài Thu (19) 15', 16' | Chi tiết |           |

### Vòng 9
| Hà Nội I                               | 2–0      | Gang Thép Thái Nguyên    |
| -------------------------------------- | -------- | ------------------------ |
| Nguyễn Thị Minh Nguyệt (25) 58', 90+1' | Chi tiết | Lương Thị Xuyến (13) 52' |

| Hà Nội II                                                                  | 1–4      | Thành phố Hồ Chí Minh                                                              |
| -------------------------------------------------------------------------- | -------- | ---------------------------------------------------------------------------------- |
| Thái Thị Thảo (9) 67' · Nguyễn Thị Thúy (2) 29' · Nguyễn Thị Hương (8) 68' | Chi tiết | Trần Thị Hồng Lĩnh (6) 45' · Huỳnh Như (9) 45+2', 67' · Võ Thị Thùy Trinh (47) 72' |

| Than Khoáng Sản Việt Nam | 1–0      | Phong Phú Hà Nam         |
| ------------------------ | -------- | ------------------------ |
| Lê Thị Hoài Thu (19) 72' | Chi tiết | Lê Thị Thanh Lâm (5) 80' |

### Vòng 10
| Gang Thép Thái Nguyên                                  | 2–0      | Hà Nội II |
| ------------------------------------------------------ | -------- | --------- |
| Nguyễn Thị Thảo (10) 15' · Nguyễn Hương Giang (19) 90' | Chi tiết |           |

| Thành phố Hồ Chí Minh                                                                                                   | 1–0      | Than Khoáng Sản Việt Nam |
| --- | -------- | ------------------------ |
| Võ Thị Thùy Trinh (47) 30' · Trần Thị Phương Thảo (28) 43' · Phan Thị Trang (10) 90+3' · Đặng Thị Kiều Trinh (68) 90+4' | Chi tiết | Vũ Thị Anh (18) 52'      |

| Phong Phú Hà Nam | 0–2      | Hà Nội I                                     |
| ---------------- | -------- | -------------------------------------------- |
|                  | Chi tiết | Vũ Thị Nhung (21) 45' · Cao Thị Biên (4) 47' |

## Bảng xếp hạng
| TT | Đội                      | Trận | Thắng | Hòa | Thua | Hiệu số | Điểm |
| 1  | Hà Nội I                 | 10   | 8     | 1   | 1    | 17-2    | 25   |
| 2  | Thành phố Hồ Chí Minh    | 10   | 5     | 4   | 1    | 20-6    | 19   |
| 3  | Phong Phú Hà Nam         | 10   | 5     | 2   | 3    | 13-5    | 17   |
| 4  | Than Khoáng Sản Việt Nam | 10   | 4     | 3   | 3    | 9-4     | 15   |
| 5  | Gang Thép Thái Nguyên    | 10   | 1     | 2   | 7    | 2-22    | 5    |
| 6  | Hà Nội II                | 10   | 0     | 2   | 8    | 2-24    | 2    |

## Kết quả tổng hợp
- Đội vô địch: Hà Nội I
- Đội hạng nhì:Tp.Hồ Chí Minh
- Đội thứ ba: Phong Phú Hà Nam
- Giải phong cách: Gang Thép Thái Nguyên
- Cầu thủ xuất sắc nhất: Nguyễn Thị Minh Nguyệt (25-Hà Nội I)
- Cầu thủ ghi nhiều bàn thắng nhất: Huỳnh Như (9-TP Hồ Chí Minh) (8 bàn)
- Thủ môn xuất sắc nhất: Đặng Thị Kiều Trinh (68-TP Hồ Chí Minh).